# Понор љубави
Понор љубави (шп. Abismo de pasión) мексичка је теленовела, продукцијске куће Телевиса, снимана 2012.
У Србији је током 2013. емитована на телевизији Прва.

## Синопсис
Прича се одиграва у традиционалном мексичком селу Ермита. Августо Кастањон и Естефанија Бувијер де Кастањон су Елисини родитељи. Са њима живи Кармина, Естефанијина сестра, која има аферу са Росендом Арангом, ожењеним човеком који има сина. Росендова супруга Алфонсина, сумња да је супруг вара, али са Естефанијом.
У међувремену, Естефанија покушава да наговори Росенда да остави Кармину и врати се својој породици, али сасвим неочекивано њих двоје гину у саобраћајној несрећи. Због чега Августо бива уверен да је његов брак са Естефанијом био обична фарса, и окреће се Кармини коју жени.
Росендова удовица, Алфонсина шаље свог сина Дамјана на студије, како би га раздвојила од Елисе, јер слути да њихово пријатељство прераста у љубав. Након што дипломира, Дамјан се враћа у село Ермита са својом девојком Флоренсијом и њеним рођаком Паолом, кога ће импресионирати Елисина лепота.
Иако зна да је њихова љубав немогућа, Елиса и даље воли Дамјана. Када открије да Елисино срце куца за Дамјана, Августо јој прети да ће га убити уколико се не уда Гаела, младића који је још од детињства заљубљен у њу. Дамјан не жели да се одрекне љубави и супротставља се Гаелу.
Да би спречио трагедију, свештеник младићима у завади открива да су полубраћа, будући да им је отац Росендо. 
Да ли ће љубав победити, или ће је сплетке одвући у понор најнижих страсти?

## Ликови
- Елиса (Анђелик Бојер) - Аугустова и Естефанијина ћерка, и Карминина сестричнина. Она је права лепотица, која након мајчине смрти, наставља да живи са оцем и тетком, осећајући њихову огорченост. Од малих ногу, Елиса је другарица са Дамјаном, Гаелом и Паломом. Пријатељство са Дамјаном временом прераста у љубав.
- Дамјан (Давид Зепеда) - Росендов и Алфонсинин син. Одраста не знајући да је његов друг Гаел, заправо његов полубрат. У страху да ће се Елиса и Дамјан заљубити једно у друго, мајка Алфонсина га шаље у иностранство на школовање. Поновни сусрет са Елисом, након неколико година, буди снажне емоције, због чега ће доћи у сукоб са мајком и најбољим другом Гаелом.
- Гаел (Марк Тачер) - Дамјанов најбољи друг који такође не зна да су браћа. Од детињства је заљубљен у Елису и штити од злих језика. Његова љубав је толико јака да је спреман да се за њу бори до краја, против свих препрека и чак и против Дамјана.

## Глумачка постава

### Главне улоге
| Глумац:       | Улога:          |
| ------------- | --------------- |
| Анђелик Бојер | Елиса Кастањон  |
| Давид Зепеда  | Дамјан Аранго   |
| Марк Тачер    | Гаел Aранго     |
| Ливија Брито  | Палома Гонзалес |

### Споредне улоге
| Глумац:              | Улога:                        |
| -------------------- | ----------------------------- |
| Сабине Моусијер      | Кармина Бувиер                |
| Салвадор Сербони     | Габино Мендоса                |
| Бланка Гера          | Алфонсина де Аранго           |
| Aлехандро Камачо     | Августо Кастањон              |
| Лудвика Палета       | Естефанија Бувиер де Кастањон |
| Сесар Евора          | Росендо Аранго                |
| Серхио Мајер         | Паоло Ландучи                 |
| Алтаир Харабо        | Флоренсија Ландучи            |
| Рене Касадос         | отац Гвадалупе                |
| Ерик дел Катиљо      | Лусио                         |
| Есмералда Пиментел   | Кенија                        |
| Франсиско Гаторно    | Браулио                       |
| Ракел Олмедо         | Рамона Гонзалес Вештица       |
| Еухенија Каудро      | Долорес                       |
| Алберто Ахнеси       | Енрике Товар                  |
| Алексис Ајала        | др Едмундо Товар              |
| Адријано Зандехас    | Висенте                       |
| Најлеа Норвинд       | Бегоња де Товар               |
| Исабела Камил        | Ингрид                        |
| Ванеса Аријас        | Антонија                      |
| Дасија Гонзалес      | Бијанка                       |
| Рикардо Далмаци      | Гвидо Ландучи                 |
| Лурдес Мурхија       | Каролина                      |
| Хаде Фрасер          | Сабрина Товар                 |
| Густаво Рохо         | Обиспо                        |
| Марикармен Вела      | Едувихес                      |
| Алехандро Авила      | доктор Манрике                |
| Африка Савала        | Ремедиос                      |
| Робин Вега           | Дамјан (као дечак)            |
| Дијего Веласкез Леон | Гаел (као дечак)              |
| Брихит Бозо          | Елиса (као девојчица)         |
| Марилиз Леон         | Палома (као девојчица)        |